# Polskie przejścia graniczne z Federacją Rosyjską
Na granicy Polski i Rosji (obwodu królewieckiego) znajduje się siedem przejść granicznych – cztery drogowe oraz trzy kolejowe. 

## Drogowe
- Bezledy – Bagrationowsk
- Gołdap – Gusiew (nieczynne)[3][4]
- Gronowo – Mamonowo (nieczynne)[3][4]
- Grzechotki – Mamonowo II

## Kolejowe
- Braniewo – Mamonowo
- Głomno – Bagrationowsk (nieczynne)[5]
- Skandawa – Żeleznodorożnyj (towarowe)